# Шері Блер
Шері Блер (англ. Cherie Blair; до шлюбу Бут, відома в професійному середовищі як Шері Бут; нар. 23 вересня 1954, Бері) — британська баристерка, лекторка, письменниця, політична діячка, благодійниця, активістка підтримки жінок. Дружина Тоні Блера, який був Прем'єр-міністром Великої Британії.

## Ранні роки
Народилася 23 вересня 1954 року в місті Бері, Англія, та виховувалася в Ферндейл-Роуд, Ватерлоо, Мерсісайд, на північ від Ліверпулю. Коли Шері було 8 років, її батько, британський актор Тоні Бут, покинув матір, британську акторку Гейл Говард. Шері та її молодшу сестру Ліндсі виховувала мати та бабуся по батькові Віра Бут, яка була віруючою католичкою ірландського походження. Сестри навчалися в католицьких школах Кросбі, Мерсісайд. Також Шері відвідувала Граматичну школу приморського жіночого монастиря, яка зараз є частиною Католицького коледжу Святого Серця.
Шері Бут вивчала право в Лондонській школі економіки, яку закінчила з відзнакою. Пізніше вона вступила в Університет права та пройшла професійний курс для адвокатів.

## Політична діяльність
Шері Бут була кандидаткою від Лейбористської партії в окрузі Північний Танет в Кенті на Парламентських виборах у Великій Британії 1983 року, який вважається «безпечним місцем» (англ. safe seat) для Консервативної партії, програвши Роджеру Гейлу.

## Юридична кар'єра
Членкиня Лінкольнз інн, Бут стала баристеркою у 1976 році та Королівським адвокатом у 1995 році. У 1999 році її було призначено рекордеркою (постійна суддя за сумісництвом) у Окружний суд та Королівський Суд.
Шері Блер була засновницею та членом палати адвокатів Matrix Chambers в Лондоні, але більше не має там юридичної практики. Matrix було засновано у 2000 році зі спеціалізацією в галузі міжнародного права прав людини, хоча члени палати також практикують в різних областях публічного і приватного права Великої Британії, права ЄС і Європейської конвенції з прав людини, та міжнародного права.
Засновниця та голова юридичної компанії Omnia Strategy LLP, що спеціалізується на трудовому праві, дискримінації, публічному праві, і в цій якості періодично представляє заявників, які ведуть справи проти уряду Великої Британії.
Шері Бут з'являлася в низці провідних справ. Помітним прикладом є справа у Європейському Суді щодо дискримінації за ознакою сексуальної орієнтації.
В 2011 році Бут разом з американською партнеркою Гейл Лесе (Gail Lese) створила компанію Mee Healthcare. У червні 2015 році компанія припинила торгівлю та весь персонал було звільнено без попередження.

## Наукова кар'єра
Шері Бут була 3-ю ректоркою Ліверпульського університету Джона Мура з 1999 по 2006 рік. 26 липня 2006 року вона була нагороджена почесним титулом Емерита, також університет надав своїй новій будівлі почесне ім'я «Шері Бут». Також вона губернаторка Лондонської школи економіки та Відкритого університету. 2 березня 2011 року Шері Бут призначена ректоркою Азійського Університету для Жінок.

## Благодійність
У липні 1999 року Шері Бут отримала почесну відзнаку Доктора Університету (DUniv) від Відкритого університету.
Шері Бут є покровителькою таких благодійних організацій:
- Breast Cancer Care — єдина спеціалізована організація Великої Британії, яка надає догляд, підтримку та інформацію для всіх, хто страждає на рак молочної залози;
- Jospice — міжнародна госпісна організація, що базується в її рідному місті Кросбі[en][12];
- Scope — національна благодійна організація, яка проводить кампанії з метою зміни негативного ставлення до інвалідності та надає прямі послуги для людей з обмеженими можливостями[13].

В 2008 році Шері Бут створила фонд Cherie Blair Foundation for Women, організацію розвитку для підтримки жінок-підприємиць в країнах, що розвиваються. В червні 2018 року на Лондонському міжнародному форумі рівності її фонд було представлено в Зал Слави організації Power Brands в категорії Життя (Life).
Вона була нагороджена Орденом Британської імперії в ранзі Командор (CBE) (англ. Commander) в Новорічних відзнаках 2013 року за заслуги в жіночих питаннях та благодійність.

## Письменницька діяльність
Шері Бут написала книгу своїх спогадів під назвою «Виступаючи для себе: Автобіографія» (Speaking for Myself: The Autobiography), яка вийшла друком наприкінці травня 2008 року. Книга занесена до списку бестселерів Sunday Times.

## Особисте життя

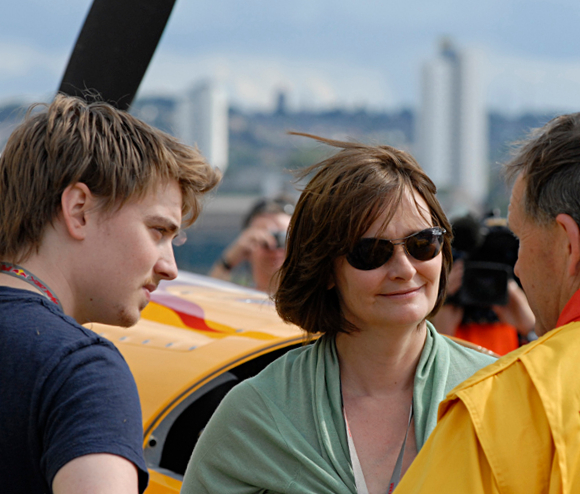
З сином Юеном (ліворуч) — Лондон, 2007

В 1976 році, здобуваючи адвокатську освіту, зустріла Тоні Блера. Вона здобула фінальну практику в офісі Деррі Ірвіна перед ним, хоча його також прийняли. Одружилися 29 березня 1980 року. Блери мають трьох синів та одну дочку: Юен (Euan) (1984), Ніколас (Nicholas) (1985), Кетрін (Kathryn) (1988) та Лео (2000).
Лео був першою дитиною, яка народилася в родині діючого Прем'єр-міністра за понад 150 років, з того часу як Френсіс Рассел народився у дружини Лорда Джона Расселла 11 липня 1849 року.
Ще одна вагітність у віці 47 років закінчилася викиднем на початку серпня 2002 року.
Її перша онука народилася в жовтні 2016 року.